# Barisano da Trani

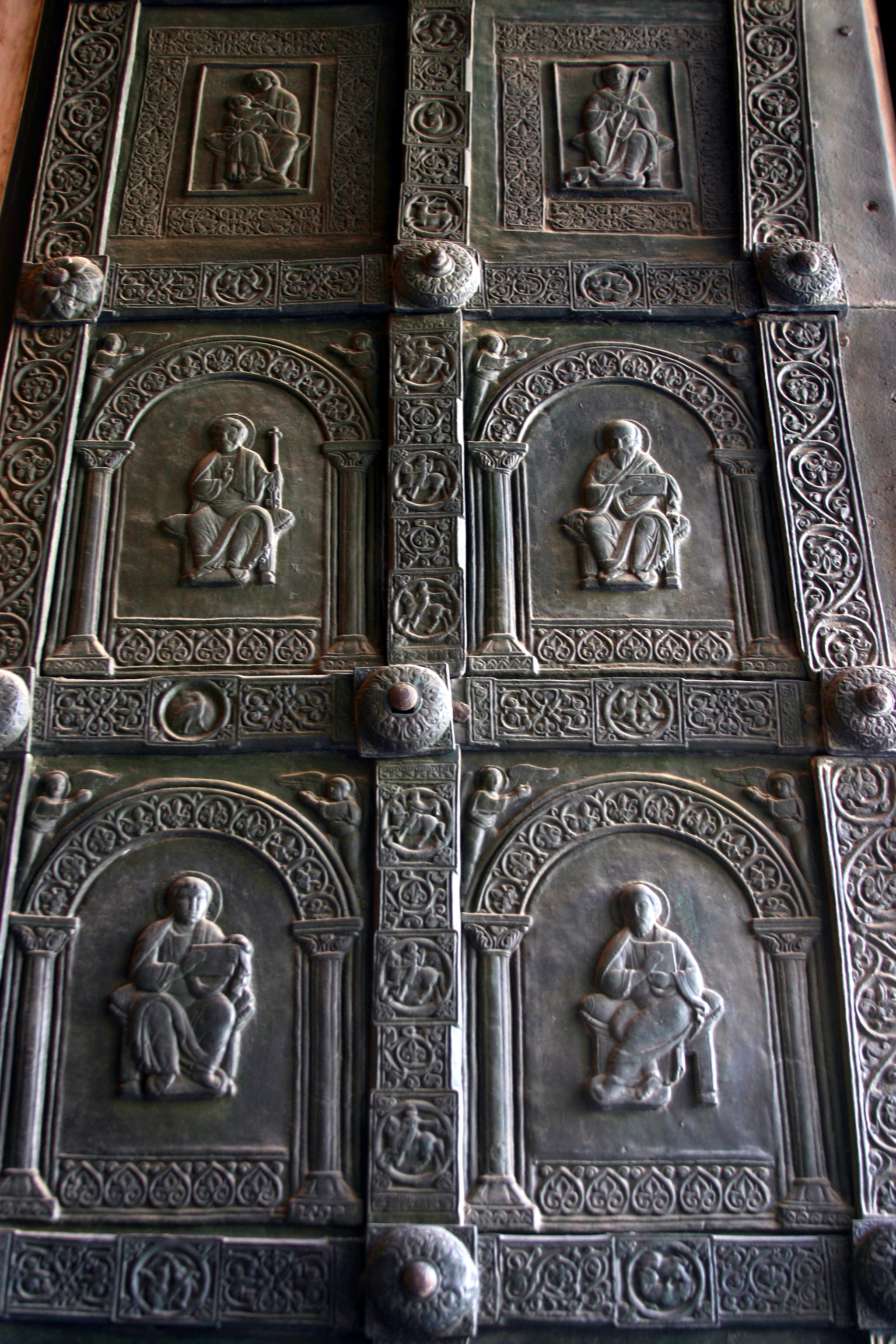
Duomo di Monreale, porte bronzee, riquadri

Barisano da Trani (Trani, ... – ...; fl. XII secolo) è stato uno scultore italiano attivo nella seconda metà del XII secolo.

## Biografia
Sulla sua vita non si ha alcuna notizia. Gli si conoscono due opere firmate: le porte bronzee divise in riquadri della cattedrale di Trani (1185) e di Monreale (1190).
Gli viene anche attribuita la porta del Duomo di Ravello, l'unica che riporti una data indiscutibile (1179), commissionata da Sergio Muscettola, marito di Sigilgaida Pironti. Nella formella centrale della terza fila del battente sinistro si legge:
Mauro e Giovanni, e sua figlia Anna, poiché egli fece fare questa porta nell'anno 1179
dell'Incarnazione di nostro Signore Gesù Cristo, per l'onore di Dio e della Santa Maria Vergine»
La cronologia delle opere è controversa. Gli studi più recenti danno come prima la porta di Ravello, seguita da quelle di Trani (ca. 1185) e di Monreale (ca. 1190).
Le formelle sono ottenute a stampo, rifinite a freddo e applicate su una base lignea, tecnica più vicina all'oreficeria che alla scultura vera e propria, e mostrano influssi arabi e bizantini. Si ispira, infatti, sia ai motivi delle stoffe provenienti dall'Oriente sia ai cofanetti eburnei dell'arte bizantina.
Diversamente da altri scultori della sua epoca, Barisano non è prettamente un narratore: infatti predilige inserire nelle formelle delle porte figure religiose singole oppure figure statiche e isolate di fantasia o provenienti dalla iconografia asiatica. Barisano predilige il gusto della decorazione e quello simbolico, evidenziando uno stile che assume qualche affinità con quello nordico.
Se la lavorazione della porta di Trani è caratterizzata da una leggerezza dell'insieme, confermata dalle piccole dimensioni delle figure e dal risalto dato alle cornici, invece la porta di Ravello si mostra più complessa per l'effetto della cesellatura e per i temi che ricordano quelli dell'arte sasanida mediorientale. Il lavoro alla porta di Monreale, invece, evidenzia un maggior intento scultoreo.